# C4H7ClO
化学式C4H7ClO（摩尔质量：106.55 g/mol）可能指：
- 正丁酰氯，CAS号：141-75-3
- 异丁酰氯，CAS号：79-30-1

|  | 这个同类索引页列出了具有相同分子式的化学物（即同分異構體）条目。 除非您是有意链接至本页，否则应将相应条目的内部链接指向正确的条目。 |